# Distrito de Antauta
El distrito de Antauta es uno de los nueve que conforman la provincia de Melgar, ubicada en el departamento de Puno, en el Sudeste del Perú.
Desde el punto de vista jerárquico de la Iglesia católica forma parte de la Prelatura de Ayaviri en la Arquidiócesis de Arequipa.

## Demografía
La población estimada en el año 2000 es de 6 400 habitantes.

## Historia
El distrito de Antauta, fue creado por Ley el 14 de octubre del año de 1901, en la sala de sesiones del congreso, rubricado por Manuel Candamo Presidente del Senado, Mariano H. Cornejo Presidente de la Cámara de Diputados y en ese entonces diputado por Puno, Carlos Ferrero diputado y secretario. luego el presidente el presidente de la República Eduardo López de Romaña publica y circula, comunicando al Ministerio de Gobierno para que disponga lo necesario para su cumplimiento, en la casa de gobierno Lima a 25 de octubre de 1901.
La Ley de creación del Distrito de Antauta está dada en la misma fecha de la creación de la Provincia de Ayaviri, siendo de ese entonces una nueva Provincia y Antauta un nuevo distrito, conjuntamente con los otros distritos que han sido creados ya anteriormente como Nuñoa, Macari, Llalli, Cupi, Umachiri y Orurillo.
En 1925 se cambió el nombre de Provincia de Ayaviri por el de Provincia de Melgar en honor del prócer Mariano Melgar Valdiviezo quien ofrendó su vida en aras de la independencia del Perú en la Batalla de Umachiri.
El distrito de Antauta: deriva etimológicamente en dos versiones de lengua quechua, siendo la primera Anta Huata, traducción que quiere decir "Rio o Manantial de Cobre", y la segunda Anta Watay, cuya interpretación se muestra como "Lugar donde está amarrado el cobre". Estas versiones compatibles justifican el origen etimológico de Antauta, puesto que el lugar es rico en yacimientos cupríferos, en sus diferentes variedades como: covelina, bornita, pirita, etc. Con el correr del tiempo, han sido castellanizadas y quedaron como actualmente denominamos “Antauta”.

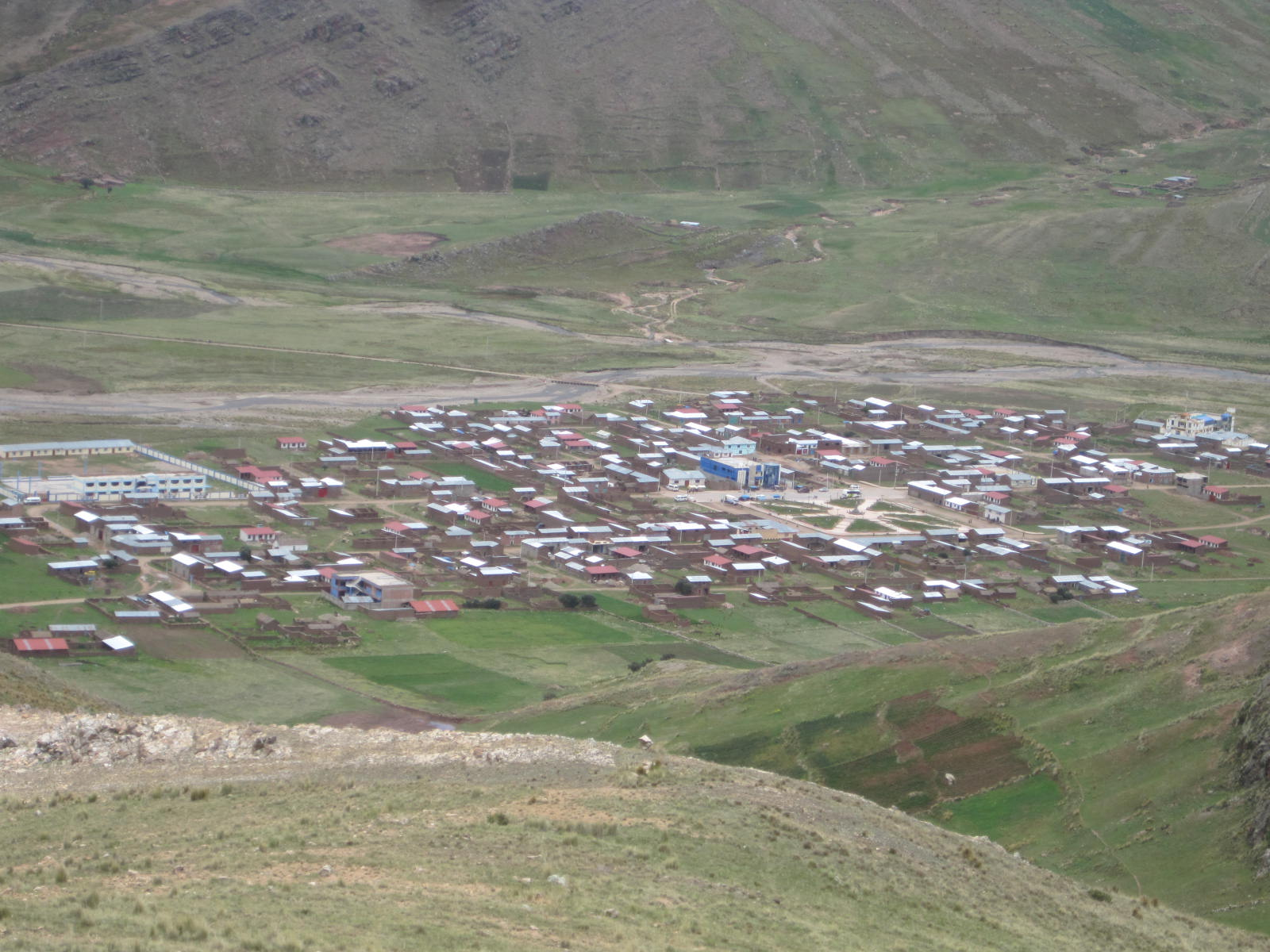
Vista panorámica del Centro Poblado de Larimayo.

## Autoridades

### Municipales
- 2019 - 2022[4]
  - Alcalde: Bachiller Eloy Ismael Chura Mendoza, de Frente Amplio para el Desarrollo del Pueblo.
  - Regidores:

  1. Nicolas Leoncio Morocco Ttito (Frente Amplio para el Desarrollo del Pueblo)
  2. Fermin Francisco Mamani Rivera  (Frente Amplio para el Desarrollo del Pueblo)
  3. Hernan Puma Medina (Frente Amplio para el Desarrollo del Pueblo)
  4. Ana Maria Marcelina Valero Choquehuanca (Frente Amplio para el Desarrollo del Pueblo)
  5. Fredy Ccanccapa Calsina (Gestionando obras y oportunidades con liderazgo)